# Tony Esposito (hokeista)
Tony Esposito, właśc. Anthony James Esposito (ur. 23 kwietnia 1943 w Sault Ste. Marie, Ontario, zm. 10 sierpnia 2021) – kanadyjski hokeista pochodzenia włoskiego. Reprezentant Kanady i USA. Działacz hokejowy.
Jego brat Phil (ur. 1942) także był hokeistą na pozycji napastnika.

## Kariera
- Sault Ste. Marie Greyhounds (1962-1963)
- Michigan Tech (1963-1967)
- Vancouver Canucks (1967-1968)
- Montreal Canadiens (1968)
- Houston Apollos (1968-1969)
- Chicago Blackhawks (1969-1984)

Początkowo grał w amerykańskich rozgrywkach akademickich NCAA. W rozgrywkach NHL występował przez 15 sezonów (prawie wszystkie w klubie z Chicago), w trakcie których rozegrał 985 spotkań.
Uczestniczył w turniejach Summit Series 1972, mistrzostw świata w 1977 w barwach Kanady (w 1977 był kapitanem kadry, wystąpił wraz z bratem Philem) oraz Canada Cup w 1981 w barwach USA.

## Kariera trenerska i działacza
- Pittsburgh Penguins (1988-1990), menedżer generalny, I trener
- Tampa Bay Lightning (1991-1998), skaut

Po zakończeniu kariery rozpoczął karierę menedżerską, później był skautem, wraz z bratem Tonym pracował w klubie Tampa Bay Lightning po jego założeniu.

## Sukcesy
Klubowe
- Mistrzostwo dywizji NHL: 1970, 1971, 1972, 1973, 1976, 1978, 1979, 1980, 1983 z Chicago Blackhawks
- Prince of Wales Trophy: 1970 z Chicago Blackhawks
- Clarence S. Campbell Bowl: 1971, 1972, 1973 z Chicago Blackhawks

Indywidualne
- NHL (1969/1970):
  - NHL All-Star Game
  - Calder Memorial Trophy – najlepszy pierwszoroczniak sezonu
  - Najlepszy bramkarz sezonu
- NHL (1970/1971):
  - NHL All-Star Game
- NHL (1971/1972):
  - NHL All-Star Game
  - Najlepszy bramkarz sezonu
- NHL (1972/1973):
  - NHL All-Star Game
  - Drugi skład gwiazd
- NHL (1973/1974):
  - NHL All-Star Game
  - Najlepszy bramkarz sezonu
  - Drugi skład gwiazd
- NHL (1979/1980):
  - NHL All-Star Game

Wyróżnienia
- National Italian American Sports Hall of Fame: 1987[2]
- Hockey Hall of Fame: 1988
- Jego numer 35 został zastrzeżony dla zawodników klubu Chicago Blackhawks: 1988
- Galeria Sławy Sault Ste. Marie: 2007 (wraz z bratem Philem)